# Song of the West
Song of the West é um filme musical pre-Code estadunidense de 1930, dirigido por Ray Enright, e estrelado por John Boles, Vivienne Segal e Joe E. Brown. O roteiro de Harvey F. Thew foi baseado na peça teatral "Rainbow" (1928), de Oscar Hammerstein II e Laurence Stallings. Fotografado em Technicolor, esse foi o primeiro longa-metragem totalmente colorido a ser filmado inteiramente ao ar livre.

## Sinopse
Em Fort Independence, Kansas, no ano de 1849, o Tenente Singleton (Rudolph Cameron), rival de Virginia (Vivienne Segal), reconhece Stanton (John Boles), um jovem olheiro que anteriormente estava envolvido em um escândalo e uma briga com Davolo (Sam Hardy), e tudo por causa de uma mulher chamada Lotta (Marie Wells). Em uma das tenebrosas brigas, Stanton atira e mata Davolo, e logo depois é acusado de assassinato; mas na manhã da partida de um vagão para a Califórnia, Stanton escapa e, disfarçado nos trajes de um ministro, junta-se ao trem e logo se apaixona por Virginia, que sente o mesmo pelo rapaz. Secretamente, eles vão para São Francisco e abrem um cassino. Stanton, envergonhado por seus ex-associados militares, decide deixar sua amada e partir; depois de se envolver em um incidente em um campo de mineração, ele tem a opção de se alistar novamente para se tornar um soldado ou de ser deportado. Stanton, depois de decidir se alistar, descobre que Virginia ainda o ama, mesmo com todos os acontecimentos de seu passado.

## Elenco
- John Boles como Capitão Stanton
- Vivienne Segal como Virginia
- Joe E. Brown como Hasty
- Marie Wells como Lotta
- Sam Hardy como Davolo
- Marion Byron como Penny
- Eddie Gribbon como Sargento
- Edward Martindel como Coronel
- Rudolph Cameron como Ten. Singleton

## Produção
O filme foi o seguimento de Boles ao seu papel de sucesso em "The Desert Song". O filme foi concluído em junho de 1929. Após lançar inúmeras prévias da produção, no entanto, a Warner Bros. encurtou o filme em dois rolos, removendo boa parte do conteúdo musical no processo. Apesar de ser adiado por quase um ano, o filme teve um faturamento mundial de US$ 920.000, e as músicas apresentadas se tornaram bastante populares, levando a RCA Victor a contratar Boles, que estava no auge de sua popularidade, para gravar "The One Girl" e "West Wind" e, assim, lançá-lo comercialmente.

## Músicas
Todas compostas por Vincent Youmans e Oscar Hammerstein II, a menos que indicado.
1. The One Girl (cantada por Boles)
2. I Like You As You Are (cantada por Boles)
3. Come Back to Me (cantada por Boles e Vivienne Segal) – composta por Harry Akst e Grant Clarke
4. The Bride Was Dressed in White (cantada por Joe E. Brown)
5. West Wind (cantada por John Boles) – composta por Vincent Youmans, com letra de J. Russell Robinson
6. Kingdom Coming (cantada por coro) – autores desconhecidos

## Preservação
Desde a década de 1970, não existem cópias do filme, hoje considerado perdido. A trilha sonora completa ainda sobrevive.
Embora os direitos autorais do filme tenham sido renovados em 1956, ele não parece ter sido exibido na televisão. Impressões em 16 mm dos primeiros filmes da Warner Bros., incluindo filmes sonoros em disco, foram feitas na década de 1950 para distribuição como pacote para a televisão, e alguns filmes em Technicolor agora sobrevivem (em preto e branco) somente por causa dessas cópias. Alguns filmes sonoros feitos antes de 1931 pela Warner Bros. e First National foram perdidos porque a United Artists (antiga detentora dos direitos dos filmes da Warner anteriores a 1950) doou a maioria das cópias para agências de preservação de filmes estrangeiros ou colecionadores particulares, e atualmente é impossível procurar pelo filme, já que a UA doou à Biblioteca do Congresso dos Estados Unidos o material de pré-impressão mais antigo de filmes anteriores a 1950 (incluindo alguns anteriores a 1931) da Warner Bros., e da biblioteca filmográfica da First National posteriores a 1923.
Em uma discussão em um fórum, em junho de 2011, um pequeno fragmento, com cerca de um minuto, foi descoberto no Reino Unido e identificado como sendo do filme. A impressão está disponível em DVD pela Warner Archive Collection. Um pequeno fragmento de uma impressão colorida original foi identificado nos arquivos do Instituto Britânico de Cinema em 2018.